# 요하네스 본프레러
요하네스 프란시스퀴스 "요" 본프레러(네덜란드어: Johannes-Franciscus "Jo" Bonfrère, 1946년 6월 15일 ~ )는 네덜란드 마스트리흐트 출신의 축구 감독이다. 2004년부터 2005년까지 대한민국 축구 국가대표팀의 감독을 맡기도 했으며 대한민국에서는 흔히 조 본프레레로 알려져 있다. '조봉래'라는 한국식 별명도 가지고 있다. 또 다른 별명으로는 조 본드

## 선수 활동
네덜란드 청소년 대표팀 선수를 지냈고 MVV 마스트리흐트 클럽에서 활동했다.

## 감독 활동

### 2004년 이전
선수 생활 이후에는 네덜란드에서 MVV 마스트리흐트의 감독을 지내기도 했다. 1995년부터 나이지리아 축구 국가대표팀 수석 코치를 시작으로 아프리카와 아시아에서 여러 팀을 지도했다. 1996년 아틀란타 올림픽을 앞두고 그는 나이지리아 축구 국가대표팀의 수석코치였는데, 당시 감독이 사퇴하자 감독으로 승격되었다. 그리고 본선에서 브라질과 아르헨티나를 모두 꺾고 금메달을 차지하였다.
그러나 나이지리아 축구협회와 봉급 문제를 놓고 신경전을 벌이다가 결국 나이지리아 팀을 떠났고 이후 아랍에미리트와 카타르 등의 중동 국가 프로 축구팀을 맡았다. 그러나 이렇다 할 만한 성적을 올리지 못하였다.

### 2004년 이후
그러다가 다시 축구계에서 이름이 알려지기 시작한 것은 2004년 6월 대한민국 축구 국가대표팀의 감독으로 내정되면서부터였다. 당시 대한민국은 움베르투 코엘류 감독의 사퇴로 인한 사령탑의 부재 속에 아시안컵과 월드컵 지역 예선을 앞둔 급한 상황이었는데다 설상가상으로 브뤼노 메취와 계약 직전까지 갔다가 실패하는 등의 우여곡절을 겪고 있었다.
이에 대한축구협회는 후순위로 감독 후보에 올렸던 본프레러에게 제안을 했고, 그가 이를 수락하면서 2004년 6월 21일부터 대한민국 축구 국가대표팀의 감독으로 부임하였다. 부임 직후 매우 엄격한 트레이닝으로 화제를 모았고, 특히 잊혀져가던 스트라이커 이동국이 데뷔 경기에서 첫 골을 기록하며 부활하는 등의 긍정적인 조짐이 보였다.
하지만 2004년 AFC 아시안컵을 불과 한달 앞두고 팀을 거의 급조한 탓에 수비가 굉장히 불안하고 공격력도 문제가 있어 아시안컵 조별리그 첫경기 요르단전에서 0:0의 무승부를 기록하였다. 그러나 아랍에미리트를 2:0으로 꺾고, 특히 20년 가까이 한국을 괴롭혀온 쿠웨이트를 무려 4:0으로 대파하였다. 8강전에서는 이란과 한골씩을 주고 받는 난타전 끝에 3:4로 석패했고, 결국 수비가 큰 문제였다는 것이 드러났지만 공격면에서는 희망적인 전망을 할 수가 있었다.
본격적으로 재개된 2006년 FIFA 월드컵 아시아 2차 예선 경기는 2004년 9월 8일 베트남에서 열렸다. 전반에 이렇다 할 만한 공격도 기록하지 못하고 도리어 수비가 뚫리더니 후반 시작과 동시에 선제골을 내줬고, 간신히 2골을 넣어 2:1로 역전승하였다. 이 경기에 대해 본프레러는 강한 불만을 드러냈으며 다음 경기에서의 선전을 다짐했지만 10월 13일 레바논에서 열린 원정 경기에서는 1:0으로 앞서다가 수비 실책으로 1:1 무승부를 기록하면서 또 체면을 구겼다.
당시 대한민국은 레바논과 승점 1점차로 아슬아슬하게 1위를 지키고 있었고, 무승부에 따라서 순위 변동은 없었지만 11월 17일 서울에서 열리는 몰디브와의 최종전에서 반드시 이겨야만 하는 부담을 안게 되었다. 특히 몰디브는 3월 31일 원정경기에서 0:0의 무승부를 기록한 상대였기 때문에 최종 예선 진출 여부가 불확실한 상황이었다. 다행히 이 경기에서 대한민국은 후반전에 2골을 넣어 2:0으로 이겼고, 본프레러는 "1차전 0:0 무승부의 아쉬움을 털고 최종예선에 진출하게 되어 기쁘다."라는 말을 하며 모처럼 웃음을 지었다.
이 때부터 본프레러 감독에 대한 경질 여론이 고개를 들기 시작하였다. 최종예선도 아니고 2차 예선에서 고전 끝에 간신히 승리를 하는 것을 반복하고 있었기 때문이었다. 다행히 12월 19일 부산에서 열린 독일과의 친선 경기에서 3:1의 완승을 거뒀고, 경질 여론은 주춤하게 되었다. 이후 최종예선 상대로 쿠웨이트, 사우디아라비아, 우즈베키스탄이 확정되자 그는 "만만한 팀은 하나도 없다."면서 선전을 다짐하였다.
2005년 2월 9일 쿠웨이트와의 첫 경기는 별다른 문제없이 2:0의 완승으로 끝났다. 나흘 전 열린 이집트와의 경기에서 0:1로 패하면서 불안한 조짐이 보였으나, 쿠웨이트를 상대로 수비와 공격 모두 큰 문제없이 전반과 후반에 2골을 기록하였다. 그러나 3월 25일 사우디아라비아에서 열린 원정 경기에서 0:2로 무기력하게 패배하면서 다시 위기가 시작되었다. 설상가상으로 "우리는(We) 좀 더 효율적으로 경기를 했어야 한다."라는 발언이 선수들을 향한 비난으로 보도되면서 경질론이 고개를 들기 시작하였다.
다행히 3월 30일 우즈베키스탄과의 홈경기에서 2:1로 이기면서 한숨을 돌렸으나, 6월 3일 우즈베키스탄 원정 경기에서 0:1로 뒤지다가 박주영의 A매치 데뷔골로 1:1 무승부를 기록하면서 다음 쿠웨이트 원정 경기에 대한 불안감이 가중되었다. 당시 쿠웨이트와 무승부를 기록할 경우, 이후 경기에서 대한민국이 패배하고 쿠웨이트가 아무리 큰 점수차로 승리를 거둔다고 해도 승점이 같아지고 처음 따지게 되는 상대전적에서 한국이 1승 1무로 앞서 최소한 2위가 확정되는 유리한 상황이었다.
그렇지만 상대는 20년간 중요한 순간마다 한국을 괴롭혀온 쿠웨이트인데다 원정 경기였기 때문에 결코 안심할 수는 없었다. 그러나 실제 경기 결과는 약 1년 전 아시안컵 조별리그에서의 결과와 정확히 일치하는 4:0 완승이었고, 결국 대한민국은 감독을 바꾸는 우여곡절 끝에 2006년 FIFA 월드컵 본선에 진출하게 되었다.
그러나 2005년 8월 한국에서 개최된 동아시아컵에서 중국에 1:1, 북한에 0:0, 일본에 0:1 패배로 최하위를 기록하면서 경질론이 다시 확산되었고, 설상가상으로 8월 17일 서울에서 열린 사우디아라비아와의 최종 홈경기에서 0:1로 패배하여 원정경기 패배를 설욕하지 못하면서 경질 여론이 비등해졌다. 본프레러는 사퇴하지 않을 것이라고 말했지만, 결국 며칠 후에 자진 사퇴 형식으로 사실상 경질되었다. 그의 후임으로 딕 아드보카트가 선임되었다.
1년 후 2006년 FIFA 월드컵 본선을 앞두고는 대한민국 축구 국가대표팀의 경기 현장을 찾았고, 이에 대해 일각에서 토고 축구 국가대표팀에 정보를 넘겨주기 위한 역할을 한다는 주장이 제기되었었다. 그러나 본프레러 본인은 이에 대해 부인하였다.
이후 중국 다롄 스더와 허난 젠예의 감독을 맡은 바 있다.

## 어록
- "내가 서라면, 서라. 오른쪽으로 차라면 오른쪽으로 차고, 왼쪽으로 차라면 왼쪽으로 차라"〈훈련 중 선수들이 자신의 지시에 따르지 않자 화를 내며〉
- "대표선수가 겨우 이 정도 플레이 밖에 못하나. 그런 식으로 할거면 집에 가라." 〈선수들의 플레이가 느슨해지자 당장 달려가 훈련을 중단시키며〉
- "아직 골이 들어가는 것을 못봤다."〈이춘석 코치가 슈팅 훈련을 마치려하자 골이 들어갈 때까지 계속하라며〉
- "나의 전략은 완벽했으나 선수들이 따라주지를 않았다"〈경기후 기자인터뷰에서〉
- "지금 자고 있는거냐." 〈훈련에 집중력을 가지고 적극적으로 임하라며〉
- "훅 불면 날아갈 것 같다." 〈박주영을 대표팀에 발탁하지 않는 이유가 무엇이냐고 묻자〉[3]

## 경력

#### 나이지리아
- 하계 올림픽 금메달 : 1996
- 아프리카 네이션스컵 준우승 : 2000

## 참고 문헌
1. ↑  독일을 상대로 승리를 거둔 아시아팀은 2011년 3월 29일 오스트레일리아가 독일을 2:1로 이기기 전까지 대한민국이 유일했다.
2. ↑  “네이버 뉴스”. 2004년 10월 15일에 원본 문서에서 보존된 문서. 2007년 5월 23일에 확인함.
3. ↑  동갑내기 박주영-김진규 '희비교차'

| 전임 움베르투 코엘류 | 대한민국 축구 국가대표팀 감독 2004년 6월 24일 - 2005년 8월 23일 | 후임 딕 아드보카트 |